# 二風谷イタ
二風谷イタ（にぶたにいた）は、北海道平取町二風谷に伝わる木製の平らな盆である。

## 概要
この盆であるイタの表面には、アイヌ文様である、モレウノカ（渦巻き）・アイウシノカ（刺・とげ）・シクノカ（目）・コイノカ（波）やラムラムノカといった文様で構成された装飾が彫刻されており、江戸時代の記録には、沙流川流域からこれらイタが献上されていたとある。また、1904年に人類学者のフレデリック・スタールは、これらイタを含む二風谷の木工品を記している。
沙流川流域でイウォロと呼ぶ生活物資の供給源から採られたクルミ・カツラ・エンジュで製作されている。現存されているイタには、1890年代に貝澤ウトレントクと貝澤ウエサナシという住人が製作したウロコ文様、ラムラムノカが彫られている。
ラムラムノカが多用されるのはこの地域の特性であることから、2015年3月に伝統的工芸品に指定された。
現在は企業組合二風谷民芸がその伝統を継承している。